# Lombok (eiland)

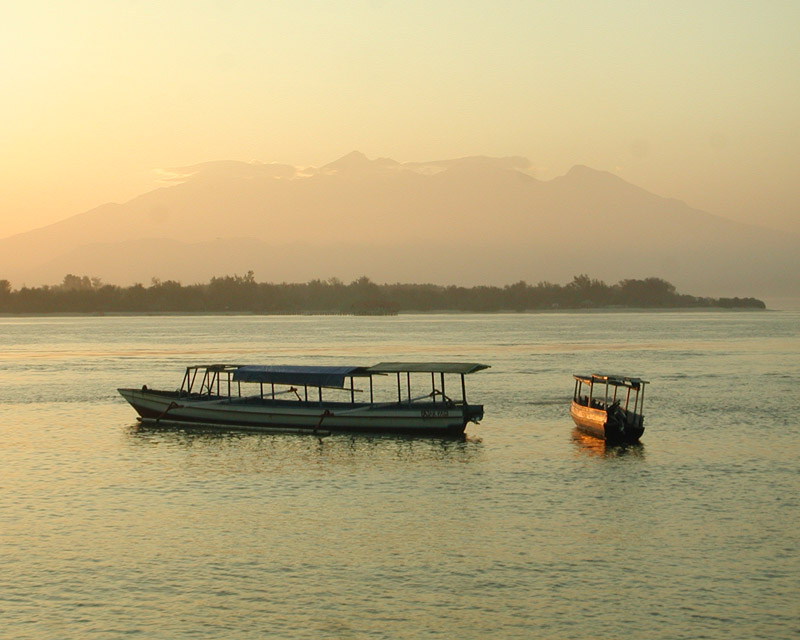
Zicht op de vulkaan Gunung Rinjani vanaf Gili Trawangan.

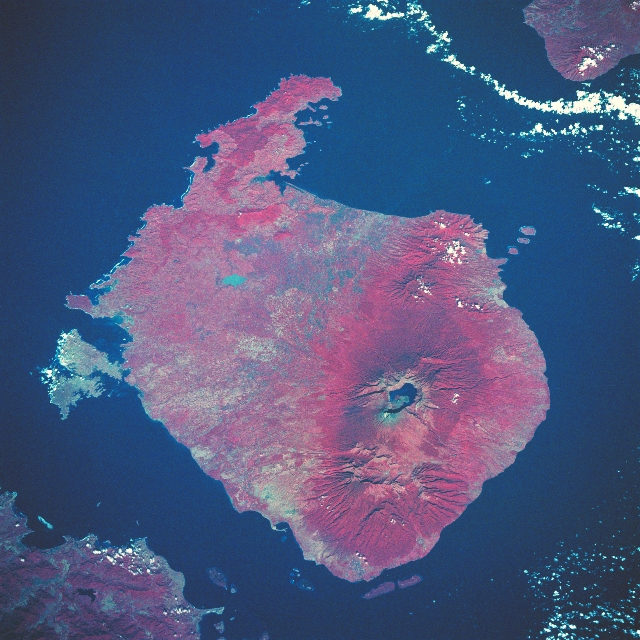
Satellietfoto

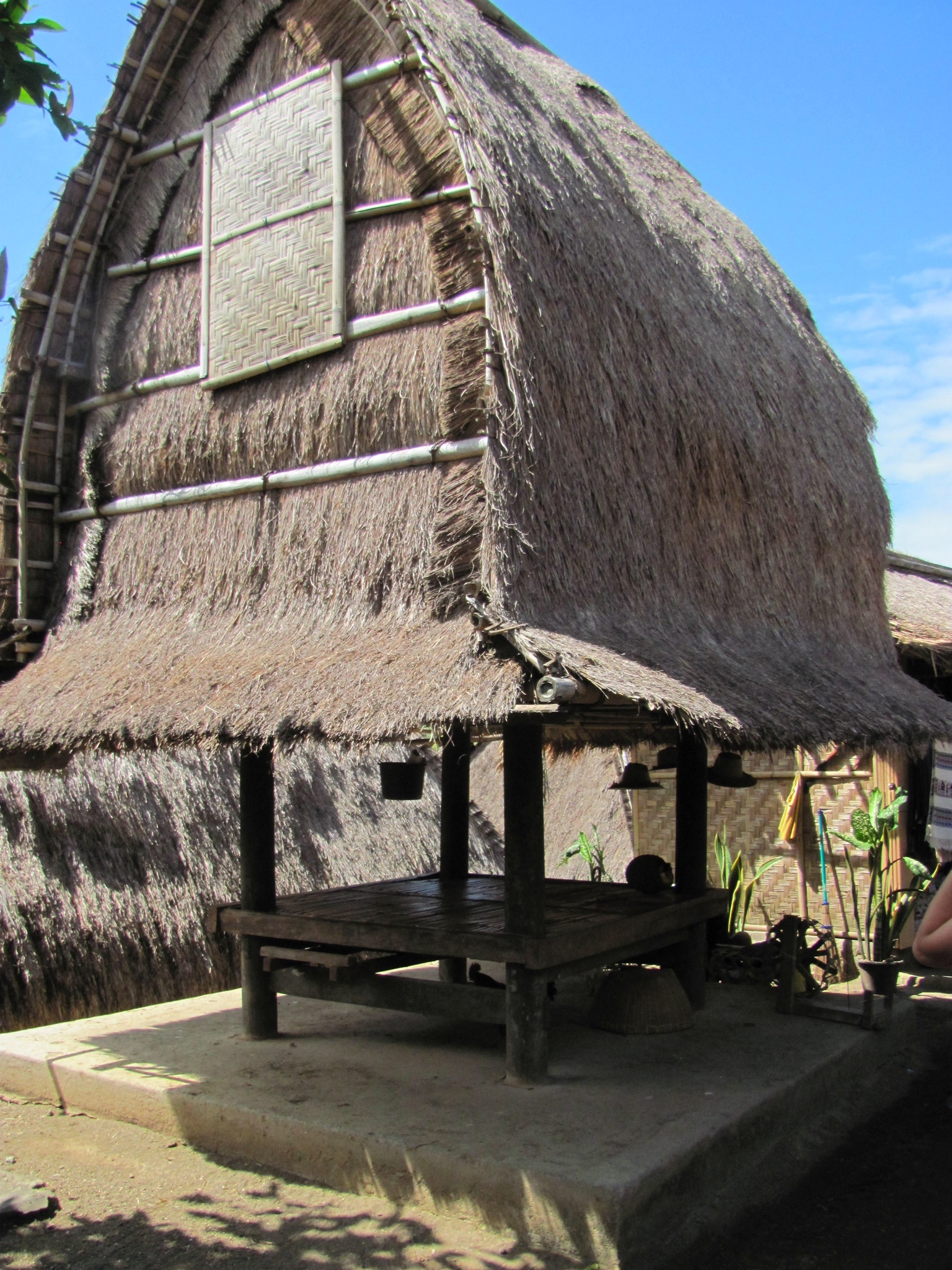
Sasakwoning in Lombok

Lombok is een Indonesisch eiland dat behoort tot de Kleine Sunda-eilanden. Het ligt in de Indische Oceaan ten oosten van Bali en ten westen van Sumbawa. Het heeft een oppervlakte van 4.725 km² en telt 2,4 miljoen inwoners. De hoofdstad is Mataram. Deze stad  ligt aan de westkant van het eiland. Senggigi, halverwege Mataram en de Gili-eilanden. Lombok is wat kleiner dan Bali, is veel minder toeristisch en de bevolking is er minder welvarend.

## Geografie, flora en fauna
Het eiland bestaat uit ruige beboste bergen die vaak tot aan de zee doorlopen. Rondom het hele eiland slingert zich een weg vol haarspeldbochten, die nog aangelegd is in de Nederlandse tijd. Het binnenland is ruig en onontwikkeld, terwijl op de vlakke en vruchtbare gedeelten van de kuststreek rijst, sojabonen, koffie, tabak, katoen, kaneel en vanille verbouwd worden.
De op twee na hoogste vulkaan van Indonesië, de Gunung Rinjani, bevindt zich op Lombok en is 3.726 meter hoog. Lombok wordt in het westen van Bali gescheiden door de Straat Lombok en in het oosten van Soembawa door de Straat Alas.
Op Lombok lag tot 1257 een supervulkaan, de Samalas. Herhaalde explosies brachten 40 km³ tefra tot 43 km hoogte, de bovenste lagen van de stratosfeer. Dit is vergelijkbaar met de verwoestende kracht van de vulkaan op Santorini, 1600 jaar v. Chr., die delen van de Minoïsche beschaving verwoestte. Een overblijfsel van de vulkaan op het eiland is een caldera van 6 km bij 8 km en 800 m diep. In het centrum ervan bevindt zich een kleine nieuwe vulkaan, de Barujari. Het geheel behoort tot het vulkanische complex van Mount Rinjani.
Voor de noordwestkust van Lombok liggen enkele eilandjes die bekendstaan als de Gili-eilanden. Het zijn populaire duik- en snorkelbestemmingen, omdat ze omringd zijn door koraalriffen met een grote verscheidenheid aan onderwaterdieren zoals haaien en schildpadden. Het zicht is er meer dan 20 meter en de watertemperatuur schommelt rond de 26°C.
Lombok ligt op de 'grens' van het Aziatische- en het Australische ecosysteem, de zogenaamde Wallacelijn. Daarom kent Lombok een grote verscheidenheid aan dieren waaronder apen, wilde runderen, vele hertensoorten (o.a. het merkwaardige muntjakhert), wilde zwijnen, wilde katten en talloze vogels, waaronder de Australische kuifkaketoe.

## Geschiedenis
Lombok was eeuwenlang deel van het Balinese rijk. De verovering door het Koninklijk Nederlandsch-Indisch Leger in 1894 en de daarbij aangerichte bloedbaden wordt in de Nederlandse koloniale geschiedenis verbloemend de Pacificatie van Lombok genoemd.
Gouverneur-generaal jonkheer Carel van der Wijck schreef op 22 mei 1894 aan minister van Koloniën Jacob Bergsma dat de Nederlands-Indische regering zich ging inzetten om het lot van de inwoners van Lombok te verbeteren. Die zouden zuchten onder een schrikbewind van het van oorsprong Balinese vorstenhuis van Mataram-Cakranegara en hadden om ingrijpen gevraagd. Uiteraard speelden ook andere motieven zoals het veiligstellen van Nederlandse handelsbelangen. Ten koste van duizenden doden en gewonden werd het vorstendom in december 1894 op de knieën gedwongen. De oorlogsbuit van de Nederlanders: 230 kilo goudgeld, 7199 kilo zilvergeld en meer dan duizend kostbare voorwerpen. De Lombokschatten kwamen onder de hoede van het Bataviaasch Genootschap en werden op bevel van minister Bergsma eind 1896 opgestuurd naar Nederland. Daar werden ze in 1897-1898 tentoongesteld in het Rijksmuseum, een expositie die meer dan 20.000 bezoekers trok. In 1977 is het grootste deel teruggegeven aan Indonesië.

## Ontstaan volgens mythe
De grootste vulkaan op het eiland, Rinjani, telt 3.726 meter en is daarmee de op een na hoogste vulkaan in Indonesië. Er wordt verteld onder de volkeren van de Sasak dorpjes in Lombok dat Lombok is ontstaan uit de Rinjani. Er zou een draak in het water hebben geleefd, een waterdraak genaamd Rinji. Haar territorium werd door een zwervende vuurdraak genaamd Jani aangevallen. Rinji verzette zich tegen de indringer en zo hebben ze zo lang gevochten tot ze in elkaar versmolten, water en vuur samen werd land en zij creëerden een grote vulkaan Rinjani. Vervolgens heeft de natuur het uiteindelijk overgenomen de planten en bomen laten groeien in wat zij gecreëerd hebben uit geweld. Zo nu en dan laten de draken nog iets merken van hun gevechten, een van de erupties in 1257 was zelfs zo heftig dat er klimaatveranderingen plaatsvonden. Op dit moment is het enige bewijsmateriaal van het gevecht de vulkaan zelf.

## Taal
De voornaamste taal op Lombok is het Sasak. In de hoofdstad Mataram en het omliggende kustgebied spreekt men ook wel Balinees.

## Vervoer
Mataram heeft een luchthaven met dagelijkse verbindingen met Denpasar (Bali) en meerdere keren per week met Jakarta, Soerabaja, Makassar en Jogjakarta. Vanaf Bali kan men vanuit verschillende plaatsen een gecombineerd bus- en bootticket nemen naar Lombok. De veerboot vaart tweemaal daags tussen Padangbai en Lembar. Ook vaart er twee keer per dag een draagvleugelboot (Benoa - Lembar). Veerboten naar Sumbawa vertrekken driemaal per dag vanuit Labuhan. Op Lombok zelf verbinden bussen en bemo's de belangrijkste centra.